# Gynoplistia aurantiopyga
Gynoplistia aurantiopyga är en tvåvingeart som beskrevs av Alexander 1922. Gynoplistia aurantiopyga ingår i släktet Gynoplistia och familjen småharkrankar. Inga underarter finns listade i Catalogue of Life.